# بيتر كاروثرز
بيتر كاروثرز (بالإنجليزية: Peter Carruthers)‏ هو فيلسوف بريطاني، ولد في 16 يونيو 1952.